# Polluce (satellite)
Polluce (AFI: /polˈluʧe/), o Polideuce (dal greco Πολυδεύκης), è un satellite naturale di Saturno molto piccolo, co-orbitale con Dione e situato nel punto di Lagrange L5 della sua orbita (mentre un altro satellite, Elena, orbita nel punto L4). Il suo diametro è stato stimato in 3,5 km.
Il nome Polideuces è stato approvato dallo IAU Working Group per la nomenclatura planetaria il 21 gennaio 2005. Nella mitologia, Polideuce è il nome greco di Polluce, il fratello gemello di Castore, figlio di Zeus e Leda.

## Storia
Polluce venne scoperto il 24 ottobre 2004 grazie alle immagini riprese tre giorni prima dalla sonda Cassini e ricevette il nome temporaneo di S/2004 S 5; il satellite venne poi individuato anche nelle immagini riprese dalla sonda Cassini il 9 aprile 2004 dal Cassini Imaging Science Team. Polideuce è anche conosciuto come Saturno XXXIV.

## Parametri orbitali
Polluce giace nel punto di Lagrange più lontano occupato dai satelliti co-orbitali Lagrangiani del sistema di Saturno. La sua librazione fa muovere questo satellite lontano dal punto L5 fino a 31,4° in direzione opposta a Dione e 26,1° in direzione di questo satellite, con un periodo di 790,931 giorni (per comparazione, il punto L5 segue Dione di 60°). Anche il raggio orbitale varia di circa ±7660 km rispetto a quello di Dione.